# Ambroz Bačić
Ambroz Bačić (Vela Luka, 16. srpnja 1867. – Rim, 19. ožujka 1931.), hrvatski povjesničar, svećenik.
Od 1910. bio je profesor na papinskom učilištu Anglicumu (crkvena povijest, paleografija, diplomatika) u Rimu. Napisao je mnoge rasprave i članke o povijesti dominikanaca i kršćanskoj filozofiji, te o dubrovačkoj književnosti.